# (32605) Lucy
Pour les articles homonymes, voir Lucy.
(32605) Lucy est un astéroïde de la ceinture principale.

## Description
(32605) Lucy est un astéroïde de la ceinture principale. Il fut découvert par William Kwong Yu Yeung le 23 août 2001 à l'observatoire de Desert Eagle. Il présente une orbite caractérisée par un demi-grand axe de 3 UA, une excentricité de 0,209 et une inclinaison de 5,433° par rapport à l'écliptique.

## Nom
Il fut nommé en référence à Lucy, représentante de l'espèce Australopithecus afarensis, dont les restes ont été codécouverts par l'anthropologue Yves Coppens et son équipe.

## Compléments